# Damien Hooper
Damien Duncan Hooper (* 5. Februar 1992 in Toowoomba, Australien) ist ein australischer Profiboxer im Halbschwergewicht.

## Amateurkarriere
Damien Hooper begann im Alter von elf Jahren mit dem Boxen. Der 1,83 m große Linksausleger nahm bereits an den Weltmeisterschaften 2009 in Mailand teil und besiegte dort unter anderem Mathieu Bauderlique, verlor aber dann im Achtelfinale gegen Victor Cotiujanschi.
2010 überzeugte er im Mittelgewicht mit dem Gewinn der Ozeanischen Meisterschaften und der Olympischen Jugend-Sommerspiele, wobei er unter anderem Joe Ward, Zoltán Harcsa und Juan Carrillo besiegte. Bei den Commonwealth Games 2010 war er im Achtelfinale knapp mit 3:3+ gegen Anthony Ogogo ausgeschieden, gewann aber noch die Silbermedaille bei den Jugend-Weltmeisterschaften. Er hatte dabei unter anderem Tyron Zeuge, Wen Yinhang und erneut Zoltán Harcsa geschlagen, ehe er im Finale diesmal gegen Joe Ward unterlegen war.
Ab 2011 boxte er im Halbschwergewicht, wurde australischer Meister, gewann die Arafura Games, den President’s Cup in Indonesien und das GeeBee-Turnier in Finnland, wobei er auch Obed Mbwakongo besiegte. Bei den Weltmeisterschaften 2011 in Baku kämpfte er sich unter anderem gegen Dinesh Kumar ins Viertelfinale vor, wo er knapp mit 13:14 gegen Julio César La Cruz verlor.
2012 gewann er internationale Turniere in Litauen, Belarus und Serbien, wobei er unter anderem Kenneth Egan und Enrico Kölling bezwang. Er startete zudem bei den Olympischen Spielen 2012 in London, wo er in der Vorrunde den für die USA gestarteten Marcus Browne besiegte, ehe er im zweiten Kampf gegen den späteren russischen Olympiasieger Jegor Mechonzew ausschied.

## Profikarriere
Hooper wechselte nach den Olympischen Spielen ins Profilager und gewann sein Debüt im April 2013. Im Juli 2017 besiegte er den bis dahin ungeschlagenen Umar Salamow (19-0) und wurde dadurch International Champion der Verbände IBF und WBO im Halbschwergewicht.

## Sonstiges
Damien Hooper ist in Dalby aufgewachsen. Er gehört zur Volksgruppe der Aborigines.
2014 wurde er wegen Angriffs auf einen Polizisten zu 18 Monaten Haft auf Bewährung verurteilt. Im Dezember 2017 wurde er wegen des Verdachts mehrerer Delikte, darunter Körperverletzung, inhaftiert, aber im Januar 2018 erneut auf Bewährung entlassen. Wegen Verstoßes gegen die Auflagen sollte er im Mai 2018 erneut verhaftet werden, tauchte aber unter. Im Juni 2018 wurde er in Toowoomba festgenommen.
Im Februar 2023 wurde bekanntgegeben, dass sich Hooper wegen des Verdachts eines Raubüberfalls in Brisbane vom Juli 2022 in Untersuchungshaft befindet. Zudem würden die Anklagepunkte auch Hausfriedensbruch, rechtswidrige Nutzung eines Kraftfahrzeugs und vorsätzliche Sachbeschädigung umfassen.